# 2016-os Clausura mexikói labdarúgó-bajnokság (első osztály)
A mexikói labdarúgó-bajnokság első osztályának 2016-os Clausura szezonja 18 csapat részvételével 2016. január 8-tól május 29-ig tartott. A bajnokságot a Pachuca nyerte meg, amelynek ez volt a 6. győzelme. A második helyen a Rayados de Monterrey végzett, a bajnoksággal párhuzamosan zajló kupát a Veracruz hódította el, a másodosztályba a Dorados de Sinaloa esett ki.

## Előzmények
Az előző szezont, a 2015-ös Aperturát a Tigres de la UANL nyerte meg. Mivel ez egy Apertura szezon volt, ezért kieső és feljutó csapat nem volt.

## Csapatok
| Csapat                       | Város              | Állam              | Stadion                | Edző (a szezon elején) |
| ---------------------------- | ------------------ | ------------------ | ---------------------- | ---------------------- |
| América                      | Mexikóváros        | Szövetségi kerület | Azteca                 | Ignacio Ambriz         |
| Atlas                        | Guadalajara        | Jalisco            | Jalisco                | Gustavo Costas         |
| Chiapas                      | Tuxtla Gutiérrez   | Chiapas            | Víctor Manuel Reyna    | Ricardo La Volpe       |
| Cruz Azul                    | Mexikóváros        | Szövetségi Kerület | Azul                   | Tomás Boy              |
| Dorados de Sinaloa           | Culiacán Rosales   | Sinaloa            | Banorte                | Luis Fernando Suárez   |
| Guadalajara                  | Guadalajara        | Jalisco            | Omnilife               | Matías Almeyda         |
| León                         | León               | Guanajuato         | León                   | Juan Antonio Pizzi     |
| Monarcas Morelia             | Morelia            | Michoacán          | Morelos                | Enrique Meza           |
| Monterrey                    | Monterrey          | Új-León            | BBVA Bancomer          | Antonio Mohamed        |
| Pachuca                      | Pachuca de Soto    | Hidalgo            | Hidalgo                | Diego Alonso           |
| Puebla                       | Puebla de Zaragoza | Puebla             | Cuauhtémoc             | Pablo Marini           |
| Pumas (Universidad Nacional) | Mexikóváros        | Szövetségi Kerület | Olímpico Universitario | Guillermo Vázquez      |
| Querétaro                    | Querétaro          | Querétaro          | Corregidora            | Víctor Manuel Vucetich |
| Santos Laguna                | Torreón            | Coahuila           | TSM Corona             | Luis Zubeldía          |
| Tigres                       | Monterrey          | Új-León            | Universitario          | Ricardo Ferretti       |
| Tijuana                      | Tijuana            | Alsó-Kalifornia    | Caliente               | Miguel Herrera         |
| Toluca                       | Toluca de Lerdo    | México             | Nemesio Díez           | José Saturnino Cardozo |
| Veracruz                     | Veracruz           | Veracruz           | Luis de la Fuente      | Carlos Reinoso         |

## Az alapszakasz végeredménye
Az alapszakasz 17 fordulóból állt, az első nyolc jutott be a rájátszásba.
| #   | Csapat                 | M  | GY | D | V  | G+ – G– | GK  | P  | Megjegyzések |
| --- | ---------------------- | -- | -- | - | -- | ------- | --- | -- | ------------ |
| 1.  | Monterrey              | 17 | 12 | 1 | 4  | 38–23   | +15 | 37 |              |
| 2.  | Pachuca                | 17 | 8  | 6 | 3  | 31–16   | +15 | 30 |              |
| 3.  | León                   | 17 | 9  | 3 | 5  | 29–19   | +10 | 30 |              |
| 4.  | América                | 17 | 8  | 5 | 4  | 34–22   | +12 | 29 |              |
| 5.  | Guadalajara            | 17 | 7  | 7 | 3  | 26–16   | +10 | 28 |              |
| 6.  | Morelia                | 17 | 8  | 4 | 5  | 25–24   | +1  | 28 |              |
| 7.  | Santos                 | 17 | 8  | 3 | 6  | 22–20   | +2  | 27 |              |
| 8.  | Tigres                 | 17 | 6  | 6 | 5  | 29–19   | +10 | 24 |              |
| 9.  | Cruz Azul              | 17 | 5  | 7 | 5  | 25–24   | +1  | 22 |              |
| 10. | Pumas                  | 17 | 5  | 7 | 5  | 23–24   | −1  | 22 |              |
| 11. | Toluca                 | 17 | 5  | 7 | 5  | 20–21   | −1  | 22 |              |
| 12. | Puebla                 | 17 | 5  | 7 | 5  | 21–26   | −5  | 22 |              |
| 13. | Querétaro              | 17 | 5  | 4 | 8  | 21–26   | −5  | 19 |              |
| 14. | Tijuana                | 17 | 3  | 9 | 5  | 17–26   | −9  | 18 |              |
| 15. | Atlas                  | 17 | 3  | 5 | 9  | 18–26   | −8  | 14 |              |
| 16. | Dorados de Sinaloa (K) | 17 | 4  | 2 | 11 | 18–32   | −14 | 14 |              |
| 17. | Veracruz (KGY)         | 17 | 2  | 8 | 7  | 18–34   | −16 | 14 |              |
| 18. | Chiapas                | 17 | 3  | 3 | 11 | 16–33   | −17 | 12 |              |

Utolsó frissítés: 2016. május 9. 
Forrás: A bajnokság hivatalos honlapja 
A rangsorolás alapszabályai: 1. összpontszám, 2. egymás elleni eredmények összpontszáma, 3. gólkülönbség, 4. szerzett gólok száma.
(B): Bajnokcsapat, (K): Kieső csapat, (F): Feljutó csapat, (I): Kupainduló, (R): A rájátszás győztese, (KGY): Kupagyőztes

## Rájátszás
A döntő kivételével az a szabály, hogy ha a két meccs összesítve döntetlen, és az idegenbeli gól is egyenlő, akkor nincs hosszabbítás és tizenegyespárbaj, hanem az a csapat jut tovább, amelyik az alapszakaszban jobb helyen végzett.
A negyeddöntők első mérkőzéseit május 11-én és 12-én, a visszavágókat 14-én és 15-én játszották, az elődöntőkre május 18-án és 19-én, valamint 21-én és 22-én került sor. A döntő első mérkőzése május 26-án, a visszavágó 29-én volt.
|  | Negyeddöntők     | Negyeddöntők     | Negyeddöntők | Negyeddöntők | Negyeddöntők |   |         | Elődöntők | Elődöntők | Elődöntők | Elődöntők | Elődöntők |  |  | Döntő | Döntő | Döntő | Döntő | Döntő |  |
|  |                  |                  |              |              |              |   |         |           |           |           |           |           |  |  |       |       |       |       |       |  |
|  | Monarcas Morelia | Monarcas Morelia | 1            | 1            | 2            |   |         |           |           |           |           |           |  |  |       |       |       |       |       |  |
|  | Monarcas Morelia | Monarcas Morelia | 1            | 1            | 2            |   |         |           |           |           |           |           |  |  |       |       |       |       |       |  |
|  | León             | León             | 1            | 4            | 5            |   |         |           |           |           |           |           |  |  |       |       |       |       |       |  |
|  | León             | León             | 1            | 4            | 5            |   | León    | León      | 1         | 1         | 2         |           |  |  |       |       |       |       |       |  |
|  |                  |                  |              |              |              |   | León    | León      | 1         | 1         | 2         |           |  |  |       |       |       |       |       |  |
|  |                  |                  | Pachuca      | Pachuca      | 1            | 2 | 3       |           |           |           |           |           |  |  |       |       |       |       |       |  |
|  | Santos Laguna    | Santos Laguna    | Pachuca      | Pachuca      | 1            | 2 | 3       | 1         | 2         | 3         |           |           |  |  |       |       |       |       |       |  |
|  | Santos Laguna    | Santos Laguna    |              |              |              |   |         |           |           | 3         |           |           |  |  |       |       |       |       |       |  |
|  | Pachuca          | Pachuca          | 1            | 3            | 4            |   |         |           |           |           |           |           |  |  |       |       |       |       |       |  |
|  | Pachuca          | Pachuca          | 1            | 3            | 4            |   | Pachuca | Pachuca   | 1         | 1         | 2         |           |  |  |       |       |       |       |       |  |
|  |                  |                  |              |              |              |   |         |           |           |           |           |           |  |  |       |       |       |       |       |  |
|  |                  |                  | Monterrey    | Monterrey    | 0            | 1 | 1       |           |           |           |           |           |  |  |       |       |       |       |       |  |
|  | Guadalajara      | Guadalajara      | Monterrey    | Monterrey    | 0            | 1 | 1       | 0         | 1         | 1         |           |           |  |  |       |       |       |       |       |  |
|  | Guadalajara      | Guadalajara      |              |              |              |   |         |           |           | 1         |           |           |  |  |       |       |       |       |       |  |
|  | América          | América          | 0            | 2            | 2            |   |         |           |           |           |           |           |  |  |       |       |       |       |       |  |
|  | América          | América          | 0            | 2            | 2            |   | América | América   | 1         | 2         | 3         |           |  |  |       |       |       |       |       |  |
|  |                  |                  |              |              |              |   | América | América   | 1         | 2         | 3         |           |  |  |       |       |       |       |       |  |
|  |                  |                  | Monterrey    | Monterrey    | 0            | 4 | 4       |           |           |           |           |           |  |  |       |       |       |       |       |  |
|  | Tigres           | Tigres           | Monterrey    | Monterrey    | 0            | 4 | 4       | 1         | 2         | 3         |           |           |  |  |       |       |       |       |       |  |
|  | Tigres           | Tigres           |              |              |              |   |         |           |           | 3         |           |           |  |  |       |       |       |       |       |  |
|  | Monterrey        | Monterrey        | 3            | 1            | 4            |   |         |           |           |           |           |           |  |  |       |       |       |       |       |  |

## Együttható-táblázat
Az együttható-táblázat a csapatok (a jelenlegit is beleszámítva) utolsó hat első osztályú szezonjának alapszakaszában elért pontok átlagát tartalmazza négy tizedesre kerekítve, de ha egy csapat időközben volt másodosztályú is, akkor az az előtti időszak eredményei nincsenek benne. A szezon végén ez alapján a táblázat alapján dőlt el, hogy a Dorados de Sinaloa esett ki a másodosztályba.
| Csapat             | Összpontszám | Mérkőzések | Együttható |
| ------------------ | ------------ | ---------- | ---------- |
| América            | 179          | 102        | 1,7549     |
| Toluca             | 166          | 102        | 1,6275     |
| Tigres             | 158          | 102        | 1,5490     |
| Monterrey          | 154          | 102        | 1,5098     |
| Cruz Azul          | 153          | 102        | 1,5000     |
| León               | 151          | 102        | 1,4804     |
| Santos             | 150          | 102        | 1,4706     |
| Pachuca            | 142          | 102        | 1,3922     |
| Pumas              | 139          | 102        | 1,3627     |
| Chiapas            | 137          | 102        | 1,3431     |
| Querétaro          | 135          | 102        | 1,3235     |
| Tijuana            | 124          | 102        | 1,2157     |
| Guadalajara        | 124          | 102        | 1,2157     |
| Atlas              | 123          | 102        | 1,2059     |
| Morelia            | 122          | 102        | 1,1961     |
| Puebla             | 122          | 102        | 1,1961     |
| Veracruz           | 120          | 102        | 1,1765     |
| Dorados de Sinaloa | 29           | 34         | 0,8529     |

## Eredmények

### Alapszakasz

#### Fordulónként

##### 1. forduló
| Dátum (mexikói idő) | Mérkőzés               | Eredmény |
| ------------------- | ---------------------- | -------- |
| 2016. január 8.     | Querétaro – Atlas      | 1–3      |
| 2016. január 8.     | Tijuana – Pachuca      | 1–1      |
| 2016. január 9.     | América – Puebla       | 0–0      |
| 2016. január 9.     | Monterrey – Pumas      | 1–0      |
| 2016. január 9.     | León – Santos          | 2–0      |
| 2016. január 9.     | Morelia – Cruz Azul    | 2–2      |
| 2016. január 9.     | Chiapas – Dorados      | 1–0      |
| 2016. január 10.    | Toluca – Tigres        | 1–0      |
| 2016. január 10.    | Guadalajara – Veracruz | 2–2      |

##### 2. forduló
| Dátum (mexikói idő) | Mérkőzés                | Eredmény |
| ------------------- | ----------------------- | -------- |
| 2016. január 15.    | Veracruz – León         | 1–3      |
| 2016. január 15.    | Santos – Chiapas        | 1–0      |
| 2016. január 16.    | Cruz Azul – Guadalajara | 1–1      |
| 2016. január 16.    | Tigres – Morelia        | 2–0      |
| 2016. január 16.    | Pachuca – Querétaro     | 1–0      |
| 2016. január 16.    | Atlas – América         | 0–3      |
| 2016. január 16.    | Dorados – Tijuana       | 0–1      |
| 2016. január 17.    | Pumas – Toluca          | 3–2      |
| 2016. január 17.    | Puebla – Monterrey      | 1–3      |

##### 3. forduló
| Dátum (mexikói idő) | Mérkőzés             | Eredmény |
| ------------------- | -------------------- | -------- |
| 2016. január 22.    | Querétaro – Dorados  | 3–0      |
| 2016. január 22.    | Tijuana – Santos     | 1–3      |
| 2016. január 23.    | América – Pachuca    | 1–4      |
| 2016. január 23.    | Monterrey – Atlas    | 1–0      |
| 2016. január 23.    | León – Cruz Azul     | 3–2      |
| 2016. január 23.    | Morelia – Toluca     | 1–1      |
| 2016. január 23.    | Chiapas – Veracruz   | 1–1      |
| 2016. január 24.    | Pumas – Puebla       | 0–1      |
| 2016. január 24.    | Guadalajara – Tigres | 2–2      |

##### 4. forduló
| Dátum (mexikói idő) | Mérkőzés              | Eredmény |
| ------------------- | --------------------- | -------- |
| 2016. január 29.    | Santos – Querétaro    | 2–0      |
| 2016. január 29.    | Veracruz – Tijuana    | 2–2      |
| 2016. január 30.    | Cruz Azul – Chiapas   | 2–1      |
| 2016. január 30.    | Morelia – Guadalajara | 2–0      |
| 2016. január 30.    | Tigres – León         | 3–1      |
| 2016. január 30.    | Pachuca – Monterrey   | 3–1      |
| 2016. január 30.    | Atlas – Pumas         | 1–1      |
| 2016. január 30.    | Dorados – América     | 0–3      |
| 2016. január 31.    | Toluca – Puebla       | 1–1      |

##### 5. forduló
| Dátum (mexikói idő) | Mérkőzés             | Eredmény |
| ------------------- | -------------------- | -------- |
| 2016. február 5.    | Querétaro – Veracruz | 2–1      |
| 2016. február 5.    | Tijuana – Cruz Azul  | 1–1      |
| 2016. február 5.    | Chiapas – Tigres     | 1–3      |
| 2016. február 6.    | América – Santos     | 2–0      |
| 2016. február 6.    | Puebla – Atlas       | 4–1      |
| 2016. február 6.    | Monterrey – Dorados  | 3–0      |
| 2016. február 6.    | León – Morelia       | 1–2      |
| 2016. február 6.    | Guadalajara – Toluca | 1–1      |
| 2016. február 7.    | Pumas – Pachuca      | 1–1      |

##### 6. forduló
| Dátum (mexikói idő) | Mérkőzés              | Eredmény |
| ------------------- | --------------------- | -------- |
| 2016. február 12.   | Veracruz – América    | 1–1      |
| 2016. február 12.   | Toluca – Atlas        | 1–1      |
| 2016. február 12.   | Santos – Monterrey    | 1–2      |
| 2016. február 13.   | Cruz Azul – Querétaro | 2–1      |
| 2016. február 13.   | Tigres – Tijuana      | 1–2      |
| 2016. február 13.   | Dorados – Pumas       | 2–3      |
| 2016. február 14.   | Guadalajara – León    | 0–1      |
| 2016. február 14.   | Pachuca – Puebla      | 5–2      |
| 2016. március 26.   | Morelia – Chiapas     | 2–0      |

##### 7. forduló
| Dátum (mexikói idő) | Mérkőzés              | Eredmény |
| ------------------- | --------------------- | -------- |
| 2016. február 19.   | Querétaro – Tigres    | 2–2      |
| 2016. február 19.   | Tijuana – Morelia     | 1–1      |
| 2016. február 20.   | América – Cruz Azul   | 3–3      |
| 2016. február 20.   | Monterrey – Veracruz  | 5–1      |
| 2016. február 20.   | León – Toluca         | 5–1      |
| 2016. február 20.   | Atlas – Pachuca       | 1–0      |
| 2016. február 20.   | Chiapas – Guadalajara | 1–1      |
| 2016. február 21.   | Pumas – Santos        | 1–1      |
| 2016. február 21.   | Puebla – Dorados      | 3–2      |

##### 8. forduló
| Dátum (mexikói idő) | Mérkőzés              | Eredmény |
| ------------------- | --------------------- | -------- |
| 2016. február 26.   | Veracruz – Pumas      | 0–0      |
| 2016. február 27.   | Cruz Azul – Monterrey | 4–0      |
| 2016. február 27.   | Tigres – América      | 4–1      |
| 2016. február 27.   | Santos – Puebla       | 1–1      |
| 2016. február 27.   | León – Chiapas        | 1–3      |
| 2016. február 27.   | Morelia – Querétaro   | 1–1      |
| 2016. február 27.   | Toluca – Pachuca      | 0–1      |
| 2016. február 27.   | Dorados – Atlas       | 2–1      |
| 2016. február 28.   | Guadalajara – Tijuana | 1–1      |

##### 9. forduló
| Dátum (mexikói idő) | Mérkőzés                | Eredmény |
| ------------------- | ----------------------- | -------- |
| 2016. március 4.    | Tijuana – León          | 0–0      |
| 2016. március 5.    | América – Morelia       | 4–1      |
| 2016. március 5.    | Querétaro – Guadalajara | 0–2      |
| 2016. március 5.    | Monterrey – Tigres      | 1–0      |
| 2016. március 5.    | Pachuca – Dorados       | 2–2      |
| 2016. március 5.    | Atlas – Santos          | 1–2      |
| 2016. március 5.    | Chiapas – Toluca        | 3–2      |
| 2016. március 6.    | Pumas – Cruz Azul       | 2–2      |
| 2016. március 6.    | Puebla – Veracruz       | 1–1      |

##### 10. forduló
| Dátum (mexikói idő) | Mérkőzés              | Eredmény |
| ------------------- | --------------------- | -------- |
| 2016. március 11.   | Santos – Pachuca      | 3–2      |
| 2016. március 11.   | Veracruz – Atlas      | 3–2      |
| 2016. március 12.   | Cruz Azul – Puebla    | 1–1      |
| 2016. március 12.   | Tigres – Pumas        | 0–0      |
| 2016. március 12.   | León – Querétaro      | 2–0      |
| 2016. március 12.   | Morelia – Monterrey   | 1–3      |
| 2016. március 12.   | Chiapas – Tijuana     | 1–2      |
| 2016. március 13.   | Toluca – Dorados      | 3–0      |
| 2016. március 13.   | Guadalajara – América | 1–2      |

##### 11. forduló
| Dátum (mexikói idő) | Mérkőzés                | Eredmény |
| ------------------- | ----------------------- | -------- |
| 2016. március 18.   | Querétaro – Chiapas     | 1–1      |
| 2016. március 18.   | Tijuana – Toluca        | 0–0      |
| 2016. március 19.   | América – León          | 2–1      |
| 2016. március 19.   | Monterrey – Guadalajara | 1–3      |
| 2016. március 19.   | Pachuca – Veracruz      | 6–0      |
| 2016. március 19.   | Atlas – Cruz Azul       | 0–2      |
| 2016. március 19.   | Dorados – Santos        | 3–1      |
| 2016. március 20.   | Puebla – Tigres         | 0–0      |
| 2016. március 20.   | Pumas – Morelia         | 4–2      |

##### 12. forduló
| Dátum (mexikói idő) | Mérkőzés            | Eredmény |
| ------------------- | ------------------- | -------- |
| 2016. április 1.    | Toluca – Santos     | 0–0      |
| 2016. április 1.    | Veracruz – Dorados  | 0–0      |
| 2016. április 1.    | Tijuana – Querétaro | 2–4      |
| 2016. április 2.    | Cruz Azul – Pachuca | 0–0      |
| 2016. április 2.    | Tigres – Atlas      | 2–2      |
| 2016. április 2.    | León – Monterrey    | 1–2      |
| 2016. április 2.    | Morelia – Puebla    | 2–0      |
| 2016. április 2.    | Chiapas – América   | 0–2      |
| 2016. április 3.    | Guadalajara – Pumas | 4–0      |

##### 13. forduló
| Dátum (mexikói idő) | Mérkőzés             | Eredmény |
| ------------------- | -------------------- | -------- |
| 2016. április 8.    | Querétaro – Toluca   | 0–0      |
| 2016. április 8.    | Santos – Veracruz    | 2–0      |
| 2016. április 9.    | América – Tijuana    | 6–1      |
| 2016. április 9.    | Monterrey – Chiapas  | 6–0      |
| 2016. április 9.    | Pachuca – Tigres     | 2–1      |
| 2016. április 9.    | Atlas – Morelia      | 1–2      |
| 2016. április 9.    | Dorados – Cruz Azul  | 3–0      |
| 2016. április 10.   | Puebla – Guadalajara | 0–3      |
| 2016. április 10.   | Pumas – León         | 1–2      |

##### 14. forduló
| Dátum (mexikói idő) | Mérkőzés            | Eredmény |
| ------------------- | ------------------- | -------- |
| 2016. április 15.   | Querétaro – América | 1–0      |
| 2016. április 15.   | Tijuana – Monterrey | 1–2      |
| 2016. április 17.   | Toluca – Veracruz   | 4–2      |
| 2016. április 16.   | Cruz Azul – Santos  | 0–1      |
| 2016. április 16.   | Tigres – Dorados    | 5–2      |
| 2016. április 16.   | León – Puebla       | 4–1      |
| 2016. április 16.   | Morelia – Pachuca   | 1–0      |
| 2016. április 16.   | Chiapas – Pumas     | 1–2      |
| 2016. április 17.   | Guadalajara – Atlas | 1–0      |

##### 15. forduló
| Dátum (mexikói idő) | Mérkőzés              | Eredmény |
| ------------------- | --------------------- | -------- |
| 2016. április 22.   | Pumas – Tijuana       | 3–1      |
| 2016. április 22.   | Veracruz – Cruz Azul  | 2–1      |
| 2016. április 23.   | América – Toluca      | 0–1      |
| 2016. április 23.   | Monterrey – Querétaro | 3–2      |
| 2016. április 23.   | Santos – Tigres       | 2–1      |
| 2016. április 23.   | Pachuca – Guadalajara | 1–1      |
| 2016. április 23.   | Atlas – León          | 1–1      |
| 2016. április 23.   | Dorados – Morelia     | 1–0      |
| 2016. április 24.   | Puebla – Chiapas      | 2–1      |

##### 16. forduló
| Dátum (mexikói idő) | Mérkőzés              | Eredmény |
| ------------------- | --------------------- | -------- |
| 2016. április 29.   | Querétaro – Pumas     | 2–1      |
| 2016. április 29.   | Tijuana – Puebla      | 0–0      |
| 2016. április 30.   | América – Monterrey   | 3–3      |
| 2016. április 30.   | Tigres – Veracruz     | 0–0      |
| 2016. április 30.   | León – Pachuca        | 0–0      |
| 2016. április 30.   | Morelia – Santos      | 3–2      |
| 2016. április 30.   | Chiapas – Atlas       | 0–3      |
| 2016. május 1.      | Toluca – Cruz Azul    | 0–2      |
| 2016. május 1.      | Guadalajara – Dorados | 2–1      |

##### 17. forduló
| Dátum (mexikói idő) | Mérkőzés             | Eredmény |
| ------------------- | -------------------- | -------- |
| 2016. május 6.      | Veracruz – Morelia   | 1–2      |
| 2016. május 6.      | Santos – Guadalajara | 0–1      |
| 2016. május 7.      | Cruz Azul – Tigres   | 0–3      |
| 2016. május 7.      | Monterrey – Toluca   | 1–2      |
| 2016. május 7.      | Pachuca – Chiapas    | 2–1      |
| 2016. május 7.      | Atlas – Tijuana      | 0–0      |
| 2016. május 7.      | Dorados – León       | 0–1      |
| 2016. május 8.      | Pumas – América      | 1–1      |
| 2016. május 8.      | Puebla – Querétaro   | 3–1      |

#### Kereszttábla
| Hazai \ Vendég1    | AMÉ | ATL | CHI | CRZ | DOR | GUA | LEÓ | MTY | MOR | PAC | PUE | PUM | QUE | SAN | TIG | TIJ | TOL | VER |
| América            |     |     |     | 3–3 |     |     | 2–1 | 3–3 | 4–1 | 1–4 | 0–0 |     |     | 2–0 |     | 6–1 | 0–1 |     |
| Atlas              | 0–3 |     |     | 0–2 |     |     | 1–1 |     | 1–2 | 1–0 |     | 1–1 |     | 1–2 |     | 0–0 |     |     |
| Chiapas            | 0–2 | 0–3 |     |     | 1–0 | 1–1 |     |     |     |     |     | 1–2 |     |     | 1–3 | 1–2 | 3–2 | 1–1 |
| Cruz Azul          |     |     | 2–1 |     |     | 1–1 |     | 4–0 |     | 0–0 | 1–1 |     | 2–1 | 0–1 | 0–3 |     |     |     |
| Dorados de Sinaloa | 0–3 | 2–1 |     | 3–0 |     |     | 0–1 |     | 1–0 |     |     | 2–3 |     | 3–1 |     | 0–1 |     |     |
| Guadalajara        | 1–2 | 1–0 |     |     | 2–1 |     | 0–1 |     |     |     |     | 4–0 |     |     | 2–2 | 1–1 | 1–1 | 2–2 |
| León               |     |     | 1–3 | 3–2 |     |     |     | 1–2 | 1–2 | 0–0 | 4–1 |     | 2–0 | 2–0 |     |     | 5–1 |     |
| Monterrey          |     | 1–0 | 6–0 |     | 3–0 | 1–3 |     |     |     |     |     | 1–0 | 3–2 |     | 1–0 |     | 1–2 | 5–1 |
| Morelia            |     |     | 2–0 | 2–2 |     | 2–0 |     | 1–3 |     | 1–0 | 2–0 |     | 1–1 | 3–2 |     |     | 1–1 |     |
| Pachuca            |     |     | 2–1 |     | 2–2 | 1–1 |     | 3–1 |     |     | 5–2 |     | 1–0 |     | 2–1 |     |     | 6–0 |
| Puebla             |     | 4–1 | 2–1 |     | 3–2 | 0–3 |     | 1–3 |     |     |     |     | 3–1 |     | 0–0 |     |     | 1–1 |
| Pumas              | 1–1 |     |     | 2–2 |     |     | 1–2 |     | 4–2 | 1–1 | 0–1 |     |     | 1–1 |     | 3–1 | 3–2 |     |
| Querétaro          | 1–0 | 1–3 | 1–1 |     | 3–0 | 0–2 |     |     |     |     |     | 2–1 |     |     | 2–2 |     | 0–0 | 2–1 |
| Santos             |     |     | 1–0 |     |     | 0–1 |     | 1–2 |     | 3–2 | 1–1 |     | 2–0 |     | 2–1 |     |     | 2–0 |
| Tigres             | 4–1 | 2–2 |     |     | 5–2 |     | 3–1 |     | 2–0 |     |     | 0–0 |     |     |     | 1–2 |     | 0–0 |
| Tijuana            |     |     |     | 1–1 |     |     | 0–0 | 1–2 | 1–1 | 1–1 | 0–0 |     | 2–4 | 1–3 |     |     | 0–0 |     |
| Toluca             |     | 1–1 |     | 0–2 | 3–0 |     |     |     |     | 0–1 | 1–1 |     |     | 0–0 | 1–0 |     |     | 4–2 |
| Veracruz           | 1–1 | 3–2 |     | 2–1 | 0–0 |     | 1–3 |     | 1–2 |     |     | 0–0 |     |     |     | 2–2 |     |     |

Utolsó felvett mérkőzés dátuma: 2016. május 8. 
Forrás: A bajnokság hivatalos honlapja 
1A hazai csapatok a bal oldali oszlopban szerepelnek.
Színek: Zöld = hazai győzelem; Sárga = döntetlen; Piros = vendéggyőzelem.
 

## Góllövőlista
Az alábbi lista a legalább 4 gólt szerző játékosokat tartalmazza.
- 13 gólos:
  -  André-Pierre Gignac (Tigres)
- 10 gólos:
  -  Oribe Peralta (América)
  -  Mauro Boselli (León)
- 9 gólos:
  -  Jorge Daniel Benítez (Cruz Azul)
  -  Carlos Andrés Sánchez (Monterrey)
  -  Dorlan Pabón (Monterrey)
  -  Rogelio Funes Mori (Monterrey)
  -  Franco Jara (Pachuca)
- 8 gólos:
  -  Silvio Ezequiel Romero (Chiapas)
  -  Edwin Cardona (Monterrey)
  -  Hirving Lozano (Pachuca)
  -  Dayro Moreno (Tijuana)
- 7 gólos:
  -  Carlos Alberto Peña (Guadalajara)
  -  Elías Hernández (León)
  -  Matías Alustiza (Puebla)
  -  Rafael Sóbis (Tigres)
- 6 gólos:
  -  Carlos Darwin Quintero (América)
  -  Milton Caraglio (Dorados)
  -  Enrique Triverio (Toluca)
- 5 gólos:
  -  Osvaldo Martínez (América)
  -  Jefferson Duque (Atlas)
  -  Christian Giménez (Cruz Azul)
  -  Juan Pablo Rodríguez (Morelia)
  -  Rodolfo Pizarro (Pachuca)
- 4 gólos:
  -  Wilson Morelo (Dorados)
  -  Carlos Cisneros (Guadalajara)
  -  Germán Cano (León)
  -  Maximiliano Morález (León)
  -  Pablo Velázquez (Morelia)
  -  Néstor Calderón (Santos)
  -  Martín Bravo (Santos)
  -  Diego Hernán González (Santos)
  -  Eduardo Herrera (Pumas)
  -  Matías Britos (Pumas)
  -  Ismael Sosa (Pumas)
  -  Julio César Furch (Veracruz)

## Sportszerűségi táblázat
A következő táblázat a csapatok játékosai által az alapszakasz során kapott lapokat tartalmazza. Egy kiállítást nem érő sárga lapért 1, egy kiállításért 3 pont jár. A csapatok növekvő pontsorrendben szerepelnek, így az első helyezett a legsportszerűbb közülük. Ha több csapat pontszáma, gólkülönbsége, összes és idegenben rúgott góljainak száma és a klubok együtthatója is egyenlő, egymás elleni eredményük pedig döntetlen, akkor helyezésüket a sportszerűségi táblázat alapján döntik el.
| Csapat           | Sárga lap | sárga lap · 2. sárga lap · kiállítva | kiállítva | Pontszám |
| ---------------- | --------- | ------------------------------------ | --------- | -------- |
| Pumas            | 22        | 0                                    | 0         | 22       |
| Monarcas Morelia | 31        | 0                                    | 1         | 34       |
| León             | 36        | 0                                    | 0         | 36       |
| Querétaro        | 39        | 1                                    | 0         | 42       |
| Toluca           | 37        | 1                                    | 1         | 43       |
| Dorados          | 35        | 0                                    | 3         | 44       |
| Tijuana          | 36        | 1                                    | 2         | 45       |
| Santos Laguna    | 40        | 2                                    | 0         | 46       |
| CD Guadalajara   | 34        | 2                                    | 2         | 46       |
| Veracruz         | 34        | 2                                    | 3         | 49       |
| Tigres           | 44        | 1                                    | 1         | 50       |
| Atlas            | 43        | 1                                    | 2         | 52       |
| Pachuca          | 41        | 3                                    | 1         | 53       |
| Chiapas Jaguar   | 38        | 3                                    | 3         | 56       |
| Puebla           | 37        | 1                                    | 6         | 58       |
| Monterrey        | 43        | 3                                    | 2         | 58       |
| América          | 39        | 2                                    | 5         | 60       |
| Cruz Azul        | 42        | 4                                    | 4         | 66       |